# Beata Derkowska-Zielińska
Beata Justyna Derkowska-Zielińska – polska fizyk, doktor habilitowany nauk fizycznych.

## Życiorys
W 2004 r. obroniła pracę doktorską, w 2013 r. habilitowała się na podstawie pracy zatytułowanej Nieliniowe właściwości optyczne organicznych i nieorganicznych materiałów półprzewodnikowych. Pracuje na stanowisku profesora uczelni w Instytucie Fizyki i prodziekana na Wydziale Fizyki, Astronomii i Informatyki Stosowanej Uniwersytetu Mikołaja Kopernika w Toruniu.